# Sanda Langerholz-Miladinov
Sanda Langerholz-Miladinov (Zagreb, 18. srpnja 1932. – 23. svibnja 2023.) bila je hrvatska kazališna, televizijska i filmska glumica, pjevačica i plesačica. Od 1960. do 1992. bila je prvakinja Zagrebačkoga gradskog kazališta Komedija, a osobitu je popularnost stekla ulogom Nine Filipovne u mjuziklu Jalta, Jalta libretista Milana Grgića i skladatelja Alfija Kabilja.

## Kazališne uloge
- Poljubi me Kato (Cole Porter, Samuel i Bella Spewak) kao Katarina (1960.)
- Čovjek iz Manche (Dale Wasserman, Mitch Leigh) kao Aldonza
- Čovjek, zvijer i krepost (Luigi Pirandello) kao gđa. Pinella
- Crna komedija (Peter Shaffer) kao Clea
- Hotel Plaza (Neil Simon) kao Karen, Muriel i Norma
- Jalta, Jalta (Milan Grgić, Alfi Kabiljo) kao Nina Filipovna
- Novela od stranca ( Boris Senker, Tahir Mujičić, Nino Škrabe) kao Lucrezia Borgia
- Graničari (Josip Freudenreich) kao Karolina Liebherz
- Češalj (Fadil Hadžić) kao Ana Skok
- Ljubaf (Murray Schisgal) kao Ellen Namville
- Hrvatski Diogenes (August Šenoa,  Milan Begović), Glumačka družina Histrion
- Kvartet (Ronald Harwood), Teatar u gostima

## Filmografija

### Televizijske uloge
- "Žutokljunac" kao operna pjevačica (2005.)
- "Smogovci" kao Ninina majka (1983. – 1996.)
- "Punom parom" kao novinarka (1978.)
- "Čast mi je pozvati vas" kao Sanda (1976.)
- "Obraz uz obraz" kao Sanda (1973.)
- "Veliki i mali" kao Maja Matić (1970. – 1973.)
- "Dvadeset slavnih" (1968.)
- "U susret željama" kao Sanda (1967.)

### Filmske uloge
- "Ispod crte" kao Ljubica (2003.)
- "Zlatne godine" kao Marijina majka (1993.)
- "Češalj" kao Ana Skok (1983.)
- "Vlakom prema jugu" kao Renata (1981.)
- "Godišnja doba Željke, Višnje i Branke" (1979.)
- "Usvojenje" (1978.)
- "Lov na jelene" kao Šušnjareva sestra (1972.)
- "Sedma zapovijed božja - kradi malo manje!" (1967.)
- "Zagrebački koktel" (1966.)
- "Sasvim malo skretanje" (1965.)
- "Tražimo naslov" (1965.)
- "Slučajna romanca" (1962.)
- "Na taraci" (1960.)
- "Nestali pomaže istragu" (1960.)
- "Vražji otok" (1960.)
- "Stakleni paravan" (1959.)
- "Balkon" (1959.)

### Ostalo
- "Ekran na ekranu" kao voditeljica (1961.) - dokumentarni serijal

## Vanjske poveznice
- Sanda Langerholz u internetskoj bazi filmova IMDb-u (engl.)
- Sanda Langerholz na Discogsu